# Conus echinophilus
Conus echinophilus é uma espécie de gastrópode do gênero Conus, pertencente à família Conidae.